# Cocaine Cowboys 2
Cocaine Cowboys 2, auch bekannt als Cocaine Cowboys II: Hustlin’ With the Godmother, ist ein US-amerikanischer Dokumentarfilm über den afroamerikanischen Drogendealer Charles Cosby aus Oakland (Kalifornien) und seine Beziehung zu- und Arbeit für die seit 1984 inhaftierte „Patin des Kokains“ namens Griselda Blanco während der 1990er-Jahre, mit hochwertigen Archivbildern und Interviews mit ehemaligen Drogenhändlern und Bundesbeamten.
Der Film ist die Fortsetzung von Cocaine Cowboys – Die wahre Geschichte hinter Scarface und Miami Vice aus dem Jahr 2006.

## Handlung
Der Film dokumentiert die Anfänge des Kokain- und Crack-Handels in Oakland, Charles Cosbys Kennenlernen mit- und seine frühere Liebesbeziehung zu Griselda Blanco, sowie seine Kokain-Beschaffung durch- und den landesweiten Vertrieb für Griselda. Cosby berichtet von Griseldas Kindheit und Aufstieg mit dem Drogenhändler Alberto Bravo im Kokain-Geschäft und seiner Beziehung zu ihren Söhnen, die ebenso Teil ihrer Organisation wurden. Der ehemalige Auftragsmörder Jorge „Rivi“ Ayala berichtet über seine Arbeit für Griselda Blanco und ihren Krieg gegen Führungspersonen des Medellín-Kartells. Es wird von Griseldas Verhaftung, der versuchten Entführung von John F. Kennedy, Jr., um mit ihm Griselda freizupressen, und ihrem großteils durch die Staatsanwaltschaft vermasselten Prozess erzählt.

## Interviews
Kommentiert wird der Dokumentarfilm von:
- Nelson Andreu – ehemaliger Polizeichef des West Miami Police Departments
- Jorge „Rivi“ Ayala – ehemaliger Auftragsmörder für das Medellín-Kartell
- Samuel I. Burstyn – Rechtsanwalt aus Miami
- Louis Caruso – Strafverteidiger von Jorge „Rivi“ Ayala
- Will Collins – ehemaliger Drogendealer für Charles Cosby
- Charles Cosby – ehemaliger Drogendealer und geliebter von Griselda Blanco
- Lt. Raul Diaz – ehemaliger Rauschgiftfahnder des Miami Dade Police Dept.
- Donovan Kennedy – ehemaliger Drogendealer für Charles Cosby
- Bob Palumbo – Special Agent der DEA
- Sgt. Al Singleton – Detektive der Mordkommission des Miami Dade Police Dept.